# Jean Duhaime
Jean Duhaime (né en 1948) est un professeur émérite de l'Institut d'études religieuses de l'Université de Montréal. Théologien, bibliste et sociologue, il a enseigné à la Faculté de théologie et de sciences des religions de cette université de 1976 à 2013 et en a été doyen de 2005 à 2009.
Il a fait des études bibliques à l'Université de Montréal et l'École biblique et archéologique française de Jérusalem. Il a effectué des séjours de recherche à Louvain, Strasbourg et Oxford.
Il a dirigé aussi la revue Théologiques.

## Recherche et activités
Jean Duhaime est considéré comme le spécialiste canadien des Manuscrits de la mer Morte.
Il a œuvré dans le dialogue interreligieux et a initié la création d'une chaire d'études juives à l'Université de Montréal.

## Publications principales

### Livres et chapitres de livres
- 2013 : Duhaime, Jean, « War Scroll », dans L. Feldman, J. Kugel et L. Schiffman (dir.), Outside the Bible: Ancient Jewish Writings Related to Scripture, vol. 3, Philadelphie, Jewish Publication Society (ISBN 978-0827609334), p. 3116-3151.
- 2004 : Duhaime, Jean, The War Texts. 1QM and Related Manuscripts, London / New York, T&T Clark International, coll. « Companion to the Qumran Scrolls » (no 6), xiv + 140 (ISBN 0-567-04527-7, SUDOC 147918774).
- 1995 : Duhaime, Jean, « War Scroll », dans J. H. Charlesworth (dir.), The Dead Sea Scrolls, vol. 2 : Text, translation, notes, Louiseville, Westminster, John Knox Pr., p. 80-203.

### Édition et direction
- 2017 : Duhaime, Jean et Routhier, Gilles (dir.), Juifs et chrétiens au Canada 50 ans après Nostra Aetate, Montréal, Fides, 2017.
- 2014 : Duhaime, Jean et Flint, Peter (dir.), Célébrer les manuscrits de la mer Morte. Une perspective canadienne, Montréal/Paris, Médiaspaul, 2014 (lire en ligne).

- 2010 : Duhaime, Jean et Legrand, Thierry, Les rouleaux de la mer Morte, Paris, Cerf, coll. « Cahiers Évangile » (no 152 supplément), juin 2010, 162 p.. (Traduction espagnole, 2011; traduction chinoise, 2015).

- 2009 : Thériault, Barbara (dir.) et Duhaime,  Jean, « Les charismes », Théologiques, Montréal, vol. 17, no 1,‎ 2009, p. 5-184 (ISSN 2291-3041).
- 2006 : Petit, Jean-Claude (dir.) et Thériault, Barbara, « Les lieux de la théologie aujourd’hui », Théologiques, Montréal, vol. 14, no 1,‎ 2009, p. 1-239 (ISSN 2291-3041).
- 2005 : Duhaime, Jean (dir.), 40 ans après Nostra Aetate. Réalisations et défis des relations entre chrétiens et juifs / Nostra Attate at 40. Achievements and Challenges in Christian-Jewish Relations., Ottawa, Novalis, 2005.
- 2005 : Duhaime, Jean et Petit, Jean-Claude (dir.), « Les lieux de la théologie aujourd’hui », Théologiques, Montréal, vol. 14, no 1,‎ 2009, p. 1-239 (ISSN 2291-3041).
- 2003 : Duhaime, Jean et Gignac, Alain (dir.), « Juifs et chrétiens. L’à-venir du dialogue », Théologiques, Montréal, vol. 11, no 1,‎ 2003, p. 5-343.
- 2003 : Schiffman, Lawrence H., Les manuscrits de la mer Morte et le judaïsme : L'apport de l'ancienne bibliothèque de Qumrân à l'histoire du judaïsme, Montréal, Fides, 2003, xi+550 (ISBN 2-7621-2412-3)[6]
- 2002 : Blasi, Anthony J., Duhaime, Jean et Turcotte, Paul-André (dir.), Handbook of Early Christianity : Social Sciences Approaches, Walnut Creek, AltaMira Press.
- 2001 : Duhaime,  Jean et St-Arnaud,  Guy-Robert (direction), La peur des sectes, Montréal, Fides, 2001, 210 p. (ISBN 9782762123012).
- 1998 : Duhaime,  Jean (direction), « Nourriture et sacré », Réligiologiques, Montréal, vol. 17,‎ printemps 1998, p. 1-191.
- 1994 : Duhaime,  Jean et Mainville, Odette (direction), Entendre la voix du Dieu vivant, Montréal/Paris, Médiaspaul, coll. « Lectures bibliques » (no 41), 1994, 367 p. (ISBN 2-89420-258-X, SUDOC 100594808). (Traduction italienne, 1997).

## Distinctions
- 2018 : Prix Victor-Goldbloom « en reconnaissance de ses contributions exceptionnelles au dialogue interreligieux »[7].